# 浦廻船
浦廻船（うらかいせん）は、江戸時代に行われた海路のうち、菱垣廻船・樽廻船・東廻海運・西廻海運などの基幹航路を結んだ廻船以外の地方の浦（港）と江戸や大坂などの大都市やその他の地域間を結んだ廻船を指す。
江戸時代の幕藩体制下で、諸藩の年貢米を江戸や大坂へ輸送するため、あるいは江戸や大坂で調達した物資を諸藩に運ぶために活動した。そのため、初期には御用商人や港町の有力な廻船問屋などが浦廻船を担っていたが、18世紀に入ると、商品作物の浸透や商業資本の地方進出、在郷商人の登場などによる商品物流の活発化に伴って、各地の小規模な港や漁村などに浦廻船の船持（船主）が登場するようになり、近隣の市場を結ぶ地域間輸送に従事する浦廻船も増加していった。